# Getz/Gilberto '76
Getz/Gilberto '76 es un álbum en vivo del saxofonista estadounidense Stan Getz con el guitarrista y cantante brasileño João Gilberto, grabado en mayo de 1976 en el Keystone Korner de San Francisco.
Fue producido por Zev Feldman y Todd Barkan, y lanzado en febrero de 2016 bajo el sello Resonance.
Getz/Gilberto '76 recibió críticas positivas y fue Top 5 en las listas Jazz Albums y World Albums de la revista Billboard.

## Antecedentes y desarrollo
Stan Getz y João Gilberto grabaron por primera vez en 1964, en las sesiones del exitoso Getz/Gilberto, gracias a las diligencias de Creed Taylor, productor discográfico del sello Verve. Su principal motivación era crear una "documentación histórica" de la bossa nova, luego del impacto generado por Jazz Samba, en compañía del guitarrista Charlie Byrd, dos años antes.
Sin embargo, la relación entre ambos artistas era, en general, tensa, lo cual quedó en evidencia en el famoso concierto del Carnegie Hall en octubre de 1964, que daría luz al álbum en vivo Getz/Gilberto Vol. 2, en el cual cada uno participó por separado con una banda de músicos diferentes. A pesar de la tensión en el estudio, Getz y Gilberto se respetaban mutuamente. Esto permitió que volvieran a colaborar otra vez diez años después.

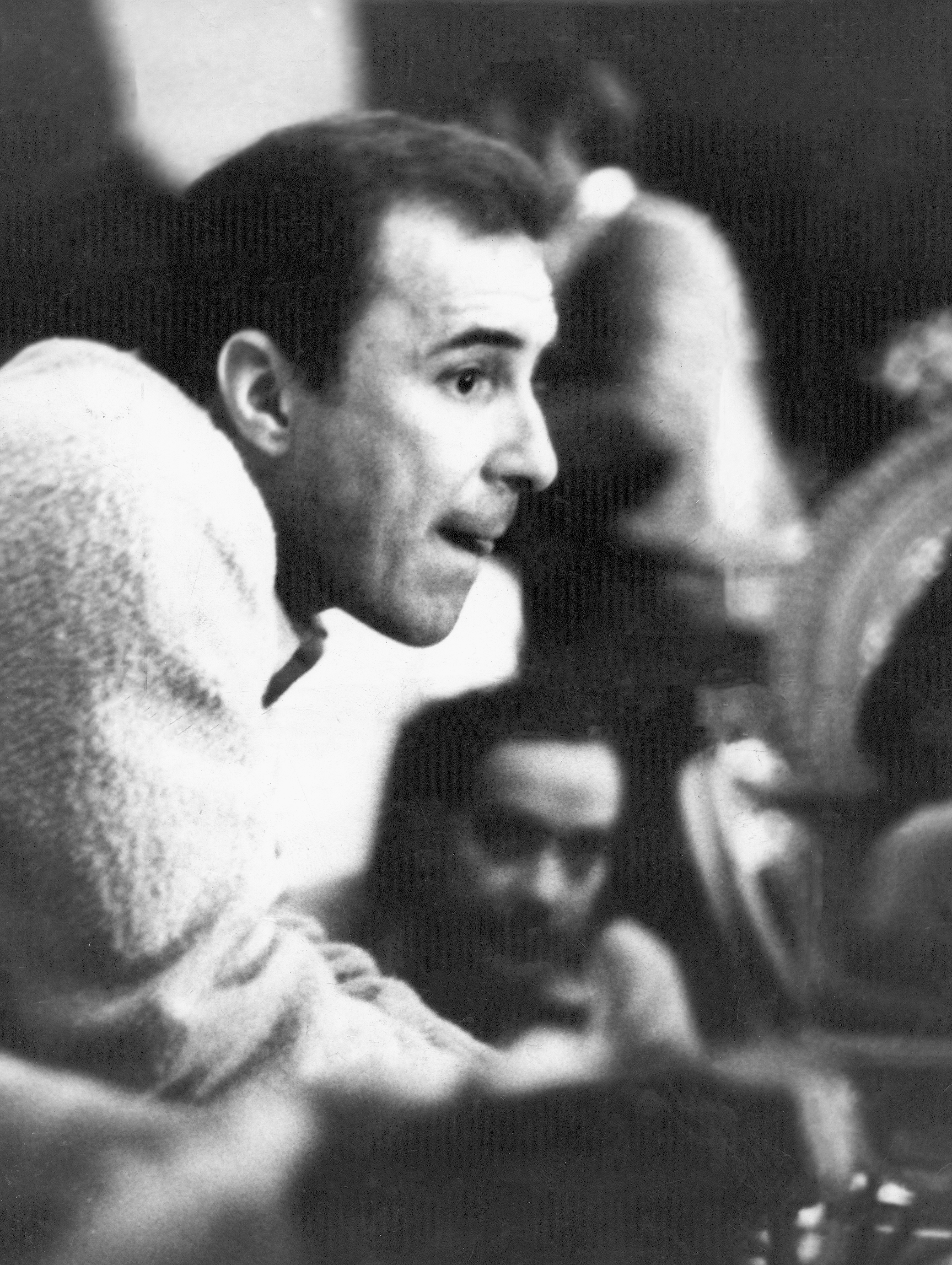
Stan Getz y João Gilberto en Nueva York (1972).

En mayo de 1975, Getz, Gilberto y Miúcha (segunda esposa de João y madre de Bebel Gilberto) se reunieron en Nueva York para la grabación del álbum The Best of Two Worlds, lanzado en 1976 con buena recepción de la crítica. Para promocionar el álbum, Getz agendó presentaciones en el Keystone Korner, un importante club de jazz de San Francisco, California, entre el 11 y 16 de mayo del mismo año.
En estos conciertos, Getz se presentó con su nuevo cuarteto, conformado con la pianista Joanne Brackeen, el bajista Clint Houston y el baterista Billy Hart. De estas sesiones, resultaría el álbum Moments in Time. Gilberto participó como invitado especial, y estas grabaciones fueron las que llevaron al lanzamiento de Getz/Gilberto '76.

## Contenido
Getz/Gilberto '76 inicia con una introducción narrada por Stan Getz.
El concierto mezcla sambas clásicas y canciones de bossa nova.
"É preciso perdoar" fue escrita por Carlos Coqueijo y Alcivando Luz, y grabada por la banda de jazz latino y samba MPB4 en su álbum homónimo de 1967. Gilberto la grabó en su álbum João Gilberto de 1973.
"Águas de Março" fue grabada y compuesta por Antônio Carlos Jobim en 1972. Una de las versiones más conocidas y aclamadas fue el dueto entre Jobim y Elis Regina para el álbum Elis & Tom de 1974. La canción fue nombrada como la mejor canción brasileña de todos los tiempos por el periódico Folha de S. Paulo en 2001.
"Retrato em branco e preto" es la segunda composición de Jobim, y la grabó en versión instrumental en 1967 para su álbum A Certain Mr. Jobim bajo el nombre "Zingaro". Chico Buarque tomó la canción y le agregó letras, renombrando la canción. Esta versión apareció en 1968 en su álbum Chico Buarque de Hollanda (Vol. 3). Gilberto grabaría su propia versión en solitario el mismo año en Amoroso, lanzado en 1977.
"Samba da minha terra" es una samba escrita por Dorival Caymmi en 1957 para su álbum Eu vou p'ra Maracangalha. Getz y Gilberto ya habían interpretado en vivo esta canción en el Carnegie Hall, que fue incluida en Getz/Gilberto Vol. 2.
"Chega de Saudade" es un estándar del jazz con música de Jobim y letra de Vinícius de Moraes, grabada por Elizeth Cardoso en 1957 y lanzada en su álbum Canção do Amor Demais de 1958. Gilberto grabó la segunda versión de la canción en 1959 para el álbum homónimo. Estos dos lanzamientos serían considerados claves para el nacimiento y popularización del nuevo género llamado bossa nova.
"Rosa Morena" es la segunda samba de Caymmi, escrita en 1955 para su álbum Sambas de Caymmi. También fue grabada por Getz y Gilberto en el concierto del Carnegie Hall.
"Eu vim da Bahia" fue compuesta por Gilberto Gil y grabada por primera vez en 1965 por Gal Costa bajo su nombre de nacimiento Maria da Graça. Gilberto la grabó en el álbum João Gilberto de 1973.
"João Marcelo" la escribió Gilberto para su hijo, producto de su primer matrimonio con Astrud Gilberto. Fue lanzada por primera vez en 1970, para el disco João Gilberto en México.
"Doralice" es una samba de Caymmi y Antônio Almeida, grabada por Gilberto en 1960. Getz y João la grabaron juntos en 1963 en las sesiones de Getz/Gilberto.
"Morena boca de ouro" fue compuesta por Ary Barroso, uno de los compositores más influyentes y respetados de Brasil. En 1953 aparició en el álbum de Barroso y Silvio Caldas Música de Ary Barroso, Canta Silvio Caldas. Gilberto lanzó su propia versión en 1959 en el álbum Chega de Saudade.
"Um abraço no Bonfá" es original de Gilberto y grabada para su disco O amor, o sorriso e a flor de 1960. Es un tributo al compositor y guitarrista brasileño Luiz Bonfá, figura clave del jazz brasileño y la bossa nova gracias a la música que creó para la película Orfeo negro de 1959, la cual ayudó a la popularización del género. Es la tercera canción que Getz y Gilberto habían grabado en el Carnegie Hall para el álbum Getz/Gilberto Vol. 2.
El concierto finaliza con un encore de "É preciso perdoar" de seis minutos y medio de duración.

## Carátula
La pintura de la portada es obra de la artista puertorriqueña Olga Albizu, una de las pioneras del expresionismo abstracto en Nueva York y su natal Puerto Rico.
Otros trabajos de Albizu también fueron usados en la carátula de varios álbumes de bossa nova de Getz, tales como Jazz Samba, Big Band Bossa Nova, Jazz Samba Encore!, Getz/Gilberto y Getz/Gilberto Vol. 2.

## Recepción crítica
Getz/Gilberto '76 recibió críticas muy positivas al momento de su lanzamiento, tanto por medios especializados de jazz como de medios masivos de comunicación.
Matt Collar de Allmusic escribió: «producido por Barkan y Zev Feldman de Resonance, Getz/Gilberto '76 es un excelente paquete que presenta no solo algunas de las mejores actuaciones en vivo de Getz y Gilberto de la época, sino también notas de Feldman, Barkan y otros, así como entrevistas con miembros de la banda como el baterista Billy Hart y la pianista Joanne Brackeen. Los años 70 fueron una época fructífera para Getz, una estrella de la escena del cool jazz que había estado tocando profesionalmente desde los años 40. Si bien alcanzó fama y riqueza con sus innovadores álbumes de bossa nova durante los años 60, permaneció creativamente hambriento a medida que pasaron los años, rodeándose de jóvenes músicos progresistas como Hart, Brackeen, el bajista Clint Houston, quien también aparece aquí. A pesar de esta actitud contemporánea, Getz y su banda fueron más que capaces de respaldar al enigmático Gilberto, que aparece aquí en una variedad de escenarios, desde solista a dúo hasta acompañamiento de toda la banda. Lo que es particularmente fascinante es escuchar cómo la banda se adapta al fraseo distintivo y sutil de Gilberto, su constante pulso de guitarra ancla sus delicadas y fluidas melodías vocales. Mientras cortes como "Chega de Saudade" y "Doralice" retienen toda la calidez y belleza de las grabaciones originales de 1964, en Keystone Getz y su banda los colorean de maneras sorprendentes pero aún reflexivas. El resultado es una noche de esplendor orgánico y onírico.» El crítico le otorgó 4 y media estrellas de 5, y citó como pistas destacadas (track pick) a "É preciso perdoar", "Chega de Saudade" y "Doralice".
Michael Bailey de All About Jazz comentó: «Gilberto era un hombre intensamente tímido al que no le gustaba actuar. Persuadido por Getz para actuar, Gilberto hiló a través de 13 selecciones de magia con Getz ocasionalmente ofreciendo un coro en solitario. La voz de Gilberto es la estrella: sin vibrato y casi un susurro, y un estilo minimalista de guitarra, Gilberto tomó un género que se gestaba en los años 50 y floreció una década más tarde. Gilberto fue ante todo un estilista. Defendió la música de Alcivando Luz y Caros Coqueijo Costa ("É preciso perdoar") y Antônio Carlos Jobim ("Águas de Março", "Chega de Saudade"). Esta es música húmeda y fascinante, todo junto en este tranquilo rayo, agraciado una semana de primavera en 1976.»
En su edición de marzo de 2017 la revista The Absolute Sound publicó: «El enfoque aquí es Gilberto, cuya voz matizada y su excelente y discreto trabajo de guitarra se escuchan con un efecto maravilloso (incluso hay un par de instrumentales de guitarra encantadores). Los solos de Getz están en un puñado de melodías, mientras que sus acompañantes permanecen mucho en el fondo. Este lanzamiento recibe el tratamiento completo de Resonance, con excelente sonido, excelentes revestimientos y hermosas fotos y carátulas, y se lo merece.»
Andrew Cartmenl de la revista London Jazz News escribió: «en su introdcción hablada, Getz elogia a João Gilberto por su capacidad de "cantar cálidamente sin un vibrato" y el simple rasgueo de la guitarra de Gilberto se despliega y desarrolla en complejidad como un vehículo para esa voz en "É preciso perdoar", con el contrabajo de Clint Houston siguiendo de cerca, engordando el sonido de una manera casi subliminal, Joanne Brackeen tocando rellenos delicados y de buen gusto, y la batería fuerte y suelta de Billy Hart, un tic-tac constante, proporciona el pulso. Se establece un estado de ánimo elegante y afectivo casi de inmediato, pero hay que decir que cuando Getz entra, se agrega una dimensión completamente diferente a los procedimientos. Su tenor no es lo que se podría llamar suave, tiene una crudeza áspera, pero es infinitamente atractivo, con una elocuencia áspera (...) Hay una gran realidad de sonido en esta grabación, y tiene una intimidad tremenda. Las selecciones son geniales y los músicos tocan en la cima de su juego. Parece que, más de cincuenta años después de su lanzamiento, Getz/Gilberto finalmente tiene un digno sucesor.»
El medio irlandés Raidió Teilifís Éireann publicó en febrero de 2016: «canciones como la seductora "É preciso perdoar", la canción de apertura, una composición de Luz/Coqueijo que también es el encore y pista final de la grabación. Gilberto toca un acorde introductorio agridulce de la canción que es muy parecido a su versión del hit italiano "Estate" (por cierto, no incluido aquí). Luego comienta a cantar "É preciso perdoar", y la banda se une casi de puntillas, con un piano sutil antes de que Getz golpee audazmente con el sensual saxofón. En "Águas de Março" de Jobim, la guitarra parece correr delante o detrás de la voz, esencia de esa sincopación de bossa nova que Gilberto perfeccionó. Otro número de Jobim escrito con Francisco Buarque de Hollanda es "Retrato em branco e preto". Sigue su camino gentil, la voz tranquila y confiada de João, el saxofón comprensivo de Getz, dos chicos en la misma cabeza musical y espacio en el corazón.»

## Recepción comercial
Tras su lanzamiento, Getz/Gilberto '76 tuvo buen desempeño en dos listas de Billboard.
Registró el #5 en la lista Jazz Albums el 12 de marzo de 2016, y se mantuvo durante cinco semanas en lista.
En la lista World Albums alcanzó el #4 en la misma fecha, manteniéndose por cuatro semanas en total.

## Lista de canciones
| N.º | Título                       | Escritor(es)                    | Duración |  |
| 1.  | «Spoken Intro by Stan Getz»  |                                 | 1:07     |  |
| 2.  | «É preciso perdoar»          | Carlos Coqueijo · Alcivando Luz | 5:50     |  |
| 3.  | «Águas de Março»             | Antônio Carlos Jobim            | 5:46     |  |
| 4.  | «Retrato em branco e preto»  | Jobim · Chico Buarque           | 4:47     |  |
| 5.  | «Samba da minha terra»       | Dorival Caymmi                  | 3:20     |  |
| 6.  | «Chega de Saudade»           | Jobim · Vinícius de Moraes      | 3:42     |  |
| 7.  | «Rosa Morena»                | Caymmi                          | 4:25     |  |
| 8.  | «Eu vim da Bahia»            | Gilberto Gil                    | 4:11     |  |
| 9.  | «João Marcelo»               | João Gilberto                   | 3:20     |  |
| 10. | «Doralice»                   | Caymmi · Antônio Almeida        | 3:47     |  |
| 11. | «Morena boca de ouro»        | Ary Barroso                     | 3:34     |  |
| 12. | «Um abraço no Bonfá»         | Gilberto                        | 4:38     |  |
| 13. | «É preciso perdoar (Encore)» | Coqueijo · Luz                  | 6:29     |  |

## Personal

### Producción
- Producido por Zev Feldman y Todd Barkan para Resonance Records.
- Productor ejecutivo: George Klabin.
- Grabación: Milton Jeffries.
- Masterización: Fran Gala y Bernie Grundman.
- Diseño de sonido (restauración de sonido): Fran Gala y George Klabin.
- Notas de álbum: James Gavin, Steve Getz, Todd Barkan y Zev Feldman.
- Pintura (carátula): Olga Albizu.
- Fotografía: Tom Copi
- Dirección de arte y diseño: Burton Yount.
- Editor (embalaje de álbum): John Koenig.
- Asistentes de proyecto: Heidi Tokheim Kalison y Zak Shelby-Szyszko.
- Grabado en vivo en el Keystone Korner, San Francisco, 11 a 16 de mayo de 1976.
- Dedicado a la memoria de Stan Getz y Clint Houston.

### Músicos
- Stan Getz - saxofón tenor
- João Gilberto - voz y guitarra
- Joanne Brackeen - piano
- Clint Houston - contrabajo
- Billy Hart - batería

## Posicionamiento en listas
| Lista (2016)           | Mejor posición | Semanas en lista |
| ---------------------- | -------------- | ---------------- |
| Billboard Jazz Albums  | 5              | 5 semanas        |
| Billboard World Albums | 4              | 4 semanas        |